# Mitoc
Mitoc é uma comuna romena localizada no distrito de Botoşani, na região de Moldávia . A comuna possui uma área de 45.12 km² e sua população era de 1997 habitantes segundo o censo de 2007.